# Diethylgermaniumdichlorid
Diethylgermaniumdichlorid ist eine chemische Verbindung aus der Gruppe der organischen Germaniumverbindungen.

## Gewinnung und Darstellung
Diethylgermaniumdichlorid kann durch Reaktion von Chlorethan mit Germanium bei 625 K über Kupfer gewonnen werden.
{\displaystyle \mathrm {2\ C_{2}H_{5}Cl+Ge\longrightarrow (C_{2}H_{5})_{2}GeCl_{2}} }
Ebenfalls möglich ist die Darstellung durch Reaktion von Tetraethylgermanium mit Germanium(IV)-chlorid.

## Eigenschaften
Diethylgermaniumdichlorid ist eine farblose Flüssigkeit, die sich bei Kontakt mit Wasser zersetzt.

## Verwendung
Diethylgermaniumdichlorid wird als Zwischenprodukt zur Herstellung anderer chemischer Verbindungen verwendet.